# Aspredinichthys tibicen
Aspredinichthys tibicen és una espècie de peix de la família dels aspredínids i de l'ordre dels siluriformes.

## Morfologia
- Els mascles poden assolir 21 cm de longitud total.[5][6]

## Reproducció
Té lloc al març i el juny.

## Hàbitat
És un peix demersal i de clima tropical.

## Distribució geogràfica
Es troba a Sud-amèrica: rius costaners i litoral marí entre Veneçuela i el nord del Brasil.